# América Dourada
América Dourada este un oraș în unitatea federativă Bahia (BA) din Brazilia.